# Edelweiss (pjesma)
Edelweiss je pjesma iz mjuzikla Moje pjesme, moji snovi (1965.) (engl. Sound of music). U istoimenom filmu pjesmu je otpjevao Christopher Plummer u ulozi Georga von Trappa.
Pjesma je predstavljena u filmu kao austrijska narodna pjesma koju svi poznaju tijekom Salzburškog festivala, kada je izvodi Plummer. Pjesma govori o cvijetu planinskom runolistu (lat. Leontopodium nivale subsp. alpinum; sin. Leontopodium alpinum) koji raste u Austriji. U tekstu pjesme su stihovi "Blagoslovi moju domovinu zauvijek" na koje nacisti u filmu snažno reagiraju.